# أوبرهارتس أم بروكن
اوبرهارز أم بروكن (بالألمانية: Oberharz am Brocken) هي بلدة ألمانية تقع في ألمانيا في ساكسونيا أنهالت. يقدر عدد سكانها بـ 12,378 نسمة .